# Folarin Campbell
Folarin Yaoui Campbell (Lanham, 27 febbraio 1986) è un ex cestista statunitense con cittadinanza nigeriana.

## Carriera
Americano di nascita con origini nigeriane, al liceo di Springbrook negli anni da junior e senior era stato selezionato nella prima squadra All-Metropolitan dal Washington Post ed è stato nel terzo anno con una media di 26,3 punti a partita il miglior realizzatore delle scuole pubbliche della contea di Montgomery.
È stato poi un giocatore dei George Mason Patriots. Faceva parte del quintetto base quando i Patriots contro ogni pronostico avanzarono fino alle Final Four nel torneo NCAA del 2006.
Nel 2008 ha firmato per la Solsonica Rieti in serie A, squadra che raggiunse la salvezza all'ultima giornata di campionato: Campbell ha qui prodotto 11,1 punti nei 27,5 minuti a sua disposizione. Successivamente ha giocato due stagioni nella Bundesliga tedesca, prima con gli Artland Dragons e poi con il Telekom Baskets Bonn, dove però viene tagliato nel marzo 2011.
Ad agosto 2011 firma nella Legadue italiana con la Pallacanestro Sant'Antimo. A fine campionato, avrà disputato una delle sue migliori stagioni a livello professionistico.
A novembre 2012 firma un contratto con il VK Ventspils, squadra militante nella massima serie lettone. Il 4 luglio 2013 firma un contratto con la New Basket Brindisi, squadra militante in Serie A.

## Statistiche

### Presenze e punti nei club
Dati aggiornati al 30 giugno 2015
| Stagione        | Squadra                   | Competizione | Partite | Partite | Partite | Statistiche tiro | Statistiche tiro | Statistiche tiro | Altre statistiche | Altre statistiche | Altre statistiche | Altre statistiche | Altre statistiche |
| Stagione        | Squadra                   | Competizione | Pres.   | Titol.  | Minuti  | Tiri da 2        | Tiri da 3        | Liberi           | Rimb.             | Assist            | Rubate            | Stopp.            | Punti             |
| --------------- | ------------------------- | ------------ | ------- | ------- | ------- | ---------------- | ---------------- | ---------------- | ----------------- | ----------------- | ----------------- | ----------------- | ----------------- |
| 2004-2005       | George Mason Patriots     | NCAA-I       | 29      |         |         | 40/83            | 18/59            | 51/74            | 63                | 38                | 20                | 7                 | 185               |
| 2005-2006       | George Mason Patriots     | NCAA-I       | 35      |         |         | 98/170           | 34/99            | 86/113           | 148               | 120               | 26                | 25                | 384               |
| 2006-2007       | George Mason Patriots     | NCAA-I       | 32      |         |         | 88/204           | 51/166           | 117/162          | 126               | 122               | 41                | 10                | 446               |
| 2007-2008       | George Mason Patriots     | NCAA-I       | 34      |         |         | 101/219          | 60/165           | 148/202          | 154               | 112               | 39                | 16                | 530               |
| 2008-2009       | Solsonica Rieti           | Serie A      | 30      | 17      | 825     | 64/134           | 51/134           | 53/77            | 72                | 27                | 43                | 5                 | 334               |
| 2009-2010       | Quakenbrück               | BB           | 33      |         | 741     | 55/86            | 32/104           | 44/62            | 85                | 74                | 32                | 4                 | 250               |
| '10-apr. '11    | Bonn                      | BB           | 25      |         | 769     | 77/164           | 28/98            | 89/124           | 82                | 49                | 32                | 3                 | 327               |
| apr. '11-'11    | Novipiù Casale Monferrato | Legadue      |         |         |         |                  |                  |                  |                   |                   |                   |                   |                   |
| 2011-2012       | Pallacanestro Sant'Antimo | Legadue      | 26      | 26      | 861     | 109/216          | 13/70            | 139/171          | 139               | 60                | 54                | 12                | 396               |
| 2012-2013       | BK Ventspils              | LBL          | 19      | 14      | 443     | 51/91            | 24/59            | 65/82            | 86                | 43                | 25                | 2                 | 239               |
| 2013-2014       | Enel Brindisi             | Serie A      | 33      | 4       | 856     | 78/155           | 29/96            | 60/82            | 129               | 69                | 34                | 5                 | 303               |
| '14-dic. '14    | Ludwigsburg               | BB           | 7       |         | 180     | 18/33            | 7/24             | 22/29            | 25                | 13                | 6                 | 1                 | 79                |
| mar. '15-'15    | Upea Capo d'Orlando       | Serie A      | 9       | 9       | 246     | 18/42            | 6/19             | 16/21            | 29                | 31                | 11                | 2                 | 70                |
| Totale carriera |                           |              |         |         |         |                  |                  |                  |                   |                   |                   |                   |                   |

## Palmarès
- Lega Baltica: 1

Ventspils: 2012-13